# Christianus Schotanus
Christianus Schotanus à Sterringa (Schingen, 16 augustus 1603 - Franeker, 12 november 1671) was een Friese hoogleraar en historicus. Hij is de vader van Bernardus Schotanus à Sterringa.
Na zijn opleiding tot predikant werd hij hoogleraar aan de Universiteit van Franeker in het Grieks (1639) en in de kerkgeschiedenis (1644-1664).